# La scuola dei dritti
La scuola dei dritti (School for Scoundrels) è un film del 1960 diretto da Robert Hamer.

## Trama
Henry Palfrey, un piccolo industriale, cade spesso vittima di imbrogli e truffe. Stanco di subire continue ruberie si iscrive ad un corso anti-imbroglioni tenuto da un imbroglione professionista, Stephen Potter che gli insegnerà tutte le tecniche per evitare fregature, ma anche per darle. Pronto per affrontare il mondo, Henry riuscirà a rifarsi di tutti gli imbrogli subiti, compreso quello, forse il peggiore, fatto dal suo migliore amico, che gli ha soffiato la ragazza, che riuscirà a riconquistare.

## Remake
Nel 2006 è uscito il remake Scuola per canaglie, diretto da Todd Phillips con Billy Bob Thornton e Jon Heder.